# Festival international espoirs 2017
 (avril 2025).
Navigation
Édition précédente Édition suivante
Le tournoi de Toulon 2017 est la quarante-cinquième édition de la compétition. Il oppose dix équipes et se déroule du 29 mai 2017 au 10 juin 2017.
La finale de la compétition aura lieu au Stade de Lattre-de-Tassigny à Aubagne.

## Équipes
| Europe                                                       | Afrique                  | Asie                          | Amérique        |
| ------------------------------------------------------------ | ------------------------ | ----------------------------- | --------------- |
| - France H - Angleterre - Écosse - Pays de Galles - Tchéquie | - Angola - Côte d'Ivoire | - Bahreïn - Indonésie - Japon | - Brésil - Cuba |

## Déroulement du tournoi

### Phase de poules

#### Groupe A
| Rang | Équipe     | Pts | J | G | N | P | Bp | Bc | Diff |
| ---- | ---------- | --- | - | - | - | - | -- | -- | ---- |
| 1    | Angleterre | 9   | 3 | 3 | 0 | 0 | 10 | 2  | +8   |
| 2    | Angola     | 4   | 3 | 1 | 1 | 1 | 6  | 3  | +3   |
| 3    | Japon      | 2   | 3 | 0 | 2 | 1 | 3  | 4  | -1   |
| 4    | Cuba       | 1   | 3 | 0 | 1 | 2 | 3  | 13 | -10  |

#### Groupe B
| Rang | Équipe         | Pts | J | G | N | P | Bp | Bc | Diff |
| ---- | -------------- | --- | - | - | - | - | -- | -- | ---- |
| 1    | Côte d'Ivoire  | 7   | 3 | 2 | 1 | 0 | 5  | 3  | +2   |
| 2    | Pays de Galles | 5   | 3 | 1 | 2 | 0 | 3  | 2  | +1   |
| 3    | France         | 4   | 3 | 1 | 1 | 1 | 7  | 3  | +4   |
| 4    | Bahreïn        | 0   | 3 | 0 | 0 | 3 | 1  | 9  | -8   |

#### Groupe C
| Rang | Équipe    | Pts | J | G | N | P | Bp | Bc | Diff |
| ---- | --------- | --- | - | - | - | - | -- | -- | ---- |
| 1    | Tchéquie  | 7   | 3 | 2 | 1 | 0 | 5  | 2  | +3   |
| 2    | Écosse    | 6   | 3 | 2 | 0 | 1 | 5  | 4  | +1   |
| 3    | Brésil    | 4   | 3 | 1 | 1 | 1 | 1  | 1  | 0    |
| 4    | Indonésie | 0   | 3 | 0 | 0 | 3 | 1  | 5  | -4   |

### Tableau final

#### Demi-finales
| 8 juin 2017 | Angleterre                      | 3 – 0 | Écosse | Stade Parsemain, Fos-sur-Mer |                            |
| 17:00       | H. Barnes 6e 68e · Embleton 50e |       |        | Arbitrage : António Caxala   | Arbitrage : António Caxala |

| 8 juin 2017 | Côte d'Ivoire         | 2 – 1 | Tchéquie    | Stade Parsemain, Fos-sur-Mer      |                                   |
| 19:30       | Amani 3e · Krasso 39e |       | 22e Novotný | Arbitrage : Anastasios Papapetrou | Arbitrage : Anastasios Papapetrou |

#### Match pour la troisième place
| 10 juin 2017 | Écosse                                        | 3 – 0 | Tchéquie | Stade de Lattre-de-Tassigny, Aubagne |                             |
| 15:00        | Hardie 43e · Wighton 57e · Granečný 82e (csc) |       |          | Arbitrage : Alan Mario Sant          | Arbitrage : Alan Mario Sant |

#### Finale
| 10 juin 2017 | Angleterre                                   | 1 – 1           | Côte d'Ivoire                   | Stade de Lattre-de-Tassigny, Aubagne |                        |
| 17:30        | Brooks 13e                                   |                 | 80+1e (pen.) Loba               | Arbitrage : Pavel Orel               | Arbitrage : Pavel Orel |
| 17:30        | Ugbo · Embleton · Barnes · Slattery · Vieira | Tirs au but 5–3 | Loba · Diaby · Kouyate · Lazare | Arbitrage : Pavel Orel               | Arbitrage : Pavel Orel |

## Buteurs
4 buts
- Harvey Barnes
- George Hirst
- Chico Banza

3 buts
- Ryan Hardie

2 buts
- David Brooks
- Martell Taylor-Crossdale
- Jean-Philippe Krasso
- Jean Thierry Lazare
- Oliver Burke
- Bilal Boutobba
- George Thomas
- Ondřej Šašinka

1 but
- Elliot Embleton
- Ike Ugbo
- Rui
- Vá
- Abdulaziz Khalid
- Gabriel Novaes
- Wilfried Gnoukouri
- Aké Arnaud Loba
- Christ Joël Tiéhi
- Kader Touré Yaya
- Rolando Oviedo
- Eduardo Puga
- Lázaro Tuero
- Greg Taylor
- Craig Wighton
- Yanis Barka
- Vincent Marcel
- Jean-Philippe Mateta
- Arnaud Nordin
- Derick Osei
- Daniel James
- Hanis Saghara Putra
- Mizuki Ando
- Hiroki Ito
- Takumi Sasaki
- Ondřej Chvěja
- Martin Graiciar
- Roman Kašiar
- Ondřej Novotný

Contre-son-camp
- Denis Granečný (pour l’Écosse)

## Récompenses
- Meilleur joueur : David Brooks (ENG)
- Deuxième meilleur joueur : Joe Worrall (ENG)
- Troisième meilleur joueur : Jean Thierry Lazare (CIV)
- Quatrième meilleur joueur : Greg Taylor (SCO)
- Révélation du tournoi : Egy Maulana (INA)
- Meilleur buteur : Hirst (ENG), Banza (ANG), Barnes (ENG)
- Meilleur gardien : Luke Pilling (WAL)
- Plus jeune joueur de finale : Reece James (ENG)
- Plus beau but du tournoi : Hiroki Ito (JAP)
- Fair play : Angleterre